# خط جزيري
كان الخط الجزيري أو النص الجزيري هو النظام النصي المتبع في العصور الوسطى، تم اختراعه في أيرلندا التي انتشرت إلى إنجلترا الأنجلوسكسونية وأوروبا القارية تحت تأثير المسيحية الايرلندية. كما أخذ المبشرون الأيرلنديون السيناريو إلى أوروبا القارية، حيث أسسوا أديرة مثل الدير الواقع في بوبيو. كما استخدمت النصوص في الأديرة مثل دير فولدا، التي تأثرت بالمبشرين الإنجليز. ويرتبط الخط الجزيري بشكل كبير مع الفن الجزيري، حيث أن معظم الأمثلة الباقية هي مخطوطات مذهبة. وقد أثر الخط الجزيري بشكل كبير على علم الإملاء الأيرلندي والكتابات الغيلية الحديثة سواءاً عبر الكتابة اليدوية أو تكوين عوائل الخط.